# Mehdy Ngouama
Mehdy-Sofian Ngouama (nacido en Le Blanc-Mesnil, el 6 de julio de 1995) es un jugador de baloncesto francés. Mide 1,88 metros, y juega en la posición de base en el Dreamland Gran Canaria de la Liga ACB.

## Trayectoria deportiva
Es un jugador natural de El Bronx, Nueva York, formado en la cantera del SLUC Nancy, antes de marcharse en 2014 a Estados Unidos para ingresar en el Chipola College de Marianna (Florida), donde jugaría dos temporadas, desde 2014 a 2016. En la temporada 2016-17, ingresa en la Universidad Estatal de Alabama, situada en Montgomery (Alabama) para jugar la NCAA con los Alabama State Hornets. 
El 10 de junio de 2017, regresa a Francia para jugar en el Denain ASC Voltaire de la LNB Pro B y en la temporada siguiente lo haría en el JA Vichy de la misma categoría.
En la temporada 2019-20, firma por el BC Souffelweyersheim de la LNB Pro B, donde juega 4 partidos, antes de firmar por el Nanterre 92 con el que disputa la LNB Pro A y la Euroliga.
El 28 de mayo de 2020, firma por el ESSM Le Portel de la LNB Pro A, donde juega durante dos temporadas.
El 23 de octubre de 2022, se compromete con el BCM Gravelines de la LNB Pro A.
El 9 de febrero de 2023, firma por el Carplus Fuenlabrada de la Liga ACB, promediando 8,1 puntos, 2,1 asistencias y 2,1 rebotes por encuentro.
En la temporada 2023-24, firma por el Paris Basketball de la LNB Pro A y lograría el título de Campeón de la Eurocup.
En la temporada 2024-25, jugaría en las filas del JL Bourg Basket de la LNB Pro A, en el que promedia 7,7 puntos, 3,2 asistencias y en Le Mans Sarthe Basket de la misma liga con el que promedia 11,4 puntos, 1,8 asistencias por partido con sendos contratos temporales.
El 3 de enero de 2025, firma un contrato temporal por el Dreamland Gran Canaria de la Liga ACB.